# Dubbel
La dubbel (neerlandès per a «doble») o double en francès) és un tipus de cervesa belga fosca i d'alta fermentació segons la nomenclatura emprada per comercialitzar les cerveses d'abadia o trapista.
L'origen de la dubbel es troba en una cervesa elaborada a l'abadia trapenca de Westmalle el 1856. Des de 1836 l'abadia produïa per al consum dels monjos, una witbier (cervesa de blat) molt dolça i poc alcohòlica. La dubbel representa una versió més fosca i més forta d'aquesta cervesa. El 1926, la formulació es va tornar a canviar i es va fer encara més forta. El primer registre escrit de la seva venda per l'abadia és de l'1 juny de 1861. Després de la Segona Guerra Mundial, les cerveses d'abadia es van fer populars a Bèlgica i el nom de «dubbel» va ser utilitzat per diverses fàbriques de cervesa.